# 9212 Kanamaru
9212 Kanamaru (tên chỉ định: 1995 UR3) là một tiểu hành tinh vành đai chính. Nó được phát hiện bởi Takao Kobayashi ở Ōizumi Observatory ở Ōizumi, Gunma Prefecture, Nhật Bản, ngày 20 tháng 10 năm 1995. Nó được đặt theo tên Naomiki Kanamaru.